# Protoparmelia capitata
Protoparmelia capitata är en lavart som beskrevs av Lendemer. Protoparmelia capitata ingår i släktet Protoparmelia och familjen Parmeliaceae.   Inga underarter finns listade i Catalogue of Life.